# Pritchardia lowreyana
Espèce
Synonymes
- Pritchardia brevicalyx Becc. & Rock[2] [1]
- Pritchardia donata Caum[2] [1]
- Pritchardia lowreyana var. turbinata Rock ex Becc.[1]
- Pritchardia lowreyana var. turbinata Rock[2]
- Pritchardia macrocarpa L. Linden ex André[2]
- Pritchardia macrocarpa Linden[1]

Statut de conservation UICN

 VU A1c+2ce, B1+2abcde, D1 : Vulnérable
 (1998 - needs updating)
Pritchardia lowreyana est une espèce de plantes de la famille des Arecaceae.

## Répartition
Cette espèce n'a été observé que sur l'île Molokai à Hawaï.

## Liste des variétés
Selon Tropicos (11 avril 2019) (Attention liste brute contenant possiblement des synonymes) :
- variété Pritchardia lowreyana var. turbinata Rock